# Liste der Auslandsreisen der Schweizer Bundespräsidenten
Die Schweiz kennt kein eigentliches Staatsoberhaupt. Dennoch unternehmen die Bundespräsidentinnen und Bundespräsidenten seit den 1990er-Jahren verschiedene Funktionen als Primus inter pares im Gremium des Bundesrates. Dazu gehören auch repräsentative Aufgaben wie amtliche Reisen ins Ausland. Die folgenden Reisen können sowohl in der Funktion als Bundespräsident wie auch als Departementsvorsteher innerhalb des Amtsjahres absolviert worden sein.

## Liste der Auslandsreisen

### 2000: Adolf Ogi
Bundespräsident Adolf Ogi war 2000 Vorsteher des Eidgenössischen Departements für Verteidigung, Bevölkerungsschutz und Sport (VBS). Ogi war Mitglied der Schweizerischen Volkspartei (SVP). Es war nach 1993 sein zweites Amtsjahr als Bundespräsident.
| Datum                 | Ort                                                            | Hauptgrund |
| --------------------- | -------------------------------------------------------------- | --- |
| 3. und 4. April       | London ( Vereinigtes Königreich)                               | Rede am Royal United Services Institute und Treffen mit Verteidigungsminister Geoff Hoon                                                                                           |
| 6. Mai                | Rom ( Italien) und Vatikanstadt                                | Teilnahme an der Vereidigungszeremonie der Päpstlichen Schweizergarde und Audienz bei Papst Johannes Paul II. sowie Treffen mit dem italienischen Präsidenten Carlo Azeglio Ciampi |
| 8. und 9. Juni        | Hamburg und Hannover ( Deutschland)                            | Besuch der Expo 2000 |
| 15. Juli              | London ( Vereinigtes Königreich)                               | Treffen mit Premierminister Tony Blair |
| 20. und 21. Juli      | Bregenz ( Österreich)                                          | Treffen mit dem österreichischen Bundespräsidenten Thomas Klestil und dem Liechtensteiner Fürsten Hans-Adam II. im Rahmen der Bregenzer Festspiele                                 |
| 26. bis 28. Juli      | Washington, D.C., Quantico und Annapolis ( Vereinigte Staaten) | Treffen mit Verteidigungsminister William Cohen sowie Besichtigung der Marine Corps Base Quantico und der United States Naval Academy                                              |
| 7. und 8. August      | Danzig und Jurata ( Polen)                                     | Treffen mit Präsident Aleksander Kwaśniewski |
| 7. und 8. September   | New York City ( Vereinigte Staaten)                            | Teilnahme am Millennium Summit |
| 13. und 14. September | Peking ( Volksrepublik China)                                  | Treffen mit Präsident Jiang Zemin |
| 15. und 17. September | Sydney ( Australien)                                           | Besuch der Olympischen Sommerspiele |
| 28. September         | Vaduz ( Liechtenstein)                                         | Treffen mit Fürst Hans-Adam II. sowie Regierungschef Mario Frick |
| 5. Oktober            | Toledo ( Spanien)                                              | Teilnahme an den Feierlichkeiten zum 500. Geburtstag von Kaiser Karl V. |
| 28. und 29. November  | Berlin ( Deutschland)                                          | Teilnahme an der Verleihung des Europäischen Solarpreises und Treffen mit Verteidigungsminister Rudolf Scharping sowie Empfang bei Bundespräsident Johannes Rau                    |
| 8. bis 10. Dezember   | Nizza ( Frankreich)                                            | Teilnahme am EU-Gipfel |
| 22. Dezember          | Sarajevo und Višegrad ( Bosnien und Herzegowina)               | Reise nach Bosnien-Herzegowina zur Verabschiedung der Gelbmützen sowie Treffen mit dem bosnischen Staatspräsidium                                                                  |

### 2001: Moritz Leuenberger
Bundespräsident Moritz Leuenberger war 2001 Vorsteher des Eidgenössischen Departements für Umwelt, Verkehr, Energie und Kommunikation (UVEK). Leuenberger war Mitglied der Sozialdemokratischen Partei der Schweiz (SP).
| Datum               | Ort                                                | Hauptgrund |
| ------------------- | -------------------------------------------------- | --- |
| 16. Februar         | Stockholm ( Schweden)                              | Treffen mit Ministerpräsident Göran Persson                                                                              |
| 18. Februar         | Mailand ( Italien)                                 | Treffen mit Verkehrsminister Pier Luigi Bersani                                                                          |
| 23. April           | Berlin ( Deutschland)                              | Treffen mit Verkehrsminister Kurt Bodewig                                                                                |
| 26. April           | Belgrad ( BR Jugoslawien)                          | Treffen mit Präsident Vojislav Koštunica                                                                                 |
| 27. April           | Sarajevo und Banja Luka ( Bosnien und Herzegowina) | Treffen mit dem Staatspräsidium und Treffen mit dem Hohen Repräsentanten für Bosnien und Herzegowina, Wolfgang Petritsch |
| 7. und 8. Mai       | Berlin ( Deutschland)                              | Teilnahme am Kongress der Sozialdemokratischen Partei Europas                                                            |
| 29. und 30. Mai     | Lissabon ( Portugal)                               | Teilnahme an der Sitzung der Europäischen Verkehrsministerkonferenz                                                      |
| 19. Juli            | Tallinn ( Estland)                                 | Treffen mit Präsident Lennart Meri                                                                                       |
| 20. Juli            | Vilnius ( Litauen)                                 | Treffen mit Präsident Valdas Adamkus und Ministerpräsident Algirdas Brazauskas                                           |
| 4. September        | Bonn ( Deutschland)                                | Treffen mit Verkehrsminister Kurt Bodewig                                                                                |
| 19. September       | Brüssel ( Belgien)                                 | Treffen mit Premierminister Guy Verhofstadt                                                                              |
| 19. Oktober         | Udine ( Italien)                                   | Überreichung der Ehrendoktorwürde durch die Universität Udine                                                            |
| 7. bis 10. November | Marrakesch ( Marokko)                              | Teilnahme an der UN-Klimakonferenz und Treffen mit König Mohammed VI.                                                    |

### 2002: Kaspar Villiger
Bundespräsident Kaspar Villiger war 2002 Vorsteher des Eidgenössischen Finanzdepartements (EFD). Villiger war Mitglied der Freisinnig-Demokratischen Partei (FDP). Es war nach 1995 sein zweites Amtsjahr als Bundespräsident.
| Datum                | Ort                                   | Hauptgrund                                                                           |
| -------------------- | ------------------------------------- | ------------------------------------------------------------------------------------ |
| 31. Januar           | New York City ( Vereinigte Staaten)   | Teilnahme an einer Veranstaltung anlässlich der Eröffnung des Weltwirtschaftsforums  |
| 27. und 28. Mai      | Oslo ( Norwegen)                      | Treffen mit Ministerpräsident Kjell Magne Bondevik sowie Audienz bei König Harald V. |
| 30. August           | Kopenhagen ( Dänemark)                | Treffen mit Ministerpräsident Anders Fogh Rasmussen                                  |
| 10. September        | New York City ( Vereinigte Staaten)   | Rede vor der Generalversammlung der Vereinten Nationen                               |
| 18. bis 20. Oktober  | Beirut ( Libanon)                     | Teilnahme am Frankophonie-Gipfel                                                     |
| 15. bis 17. Dezember | Hohe Tatra und Bratislava ( Slowakei) | Treffen mit Präsident Rudolf Schuster und Ministerpräsident Mikuláš Dzurinda         |

### 2003: Pascal Couchepin
Bundespräsident Pascal Couchepin war 2003 Vorsteher des Eidgenössischen Departements des Innern (EDI). Couchepin war Mitglied der Freisinnig-Demokratischen Partei (FDP).
| Datum                       | Ort                                                                         | Hauptgrund |
| --------------------------- | --------------------------------------------------------------------------- | --- |
| 13. bis 15. Februar         | Madrid ( Spanien)                                                           | Treffen mit König Juan Carlos I. und Ministerpräsident José María Aznar sowie Besuch der Arco                                    |
| 20. und 21. Februar         | Paris ( Frankreich)                                                         | Treffen mit Premierminister Jean-Pierre Raffarin sowie Teilnahme an den Feierlichkeiten zum 200-Jahr-Jubiläum der Mediationsakte |
| 31. März                    | Paris ( Frankreich)                                                         | Treffen mit Präsident Jacques Chirac                                                                                             |
| 16. und 17. April           | Athen ( Griechenland)                                                       | Teilnahme an der Europakonferenz                                                                                                 |
| 1. bis 3. Juni              | Évian-les-Bains ( Frankreich)                                               | Teilnahme am G8-Gipfel |
| 14. Juni                    | Venedig ( Italien)                                                          | Besuch der Biennale di Venezia                                                                                                   |
| 11. Juli                    | Moskau und Sankt Petersburg ( Russland)                                     | Treffen mit Präsident Wladimir Putin und Teilnahme an den Feierlichkeiten zum 300-Jahr-Jubiläum der Stadt St. Petersburg         |
| 25. und 26. August          | Lissabon ( Portugal)                                                        | Staatsbesuch; Treffen mit Präsident Jorge Sampaio und Premierminister José Manuel Barroso                                        |
| 22. und 23. September       | New York City ( Vereinigte Staaten)                                         | Teilnahme an der Generalversammlung der Vereinten Nationen                                                                       |
| 30. Oktober bis 1. November | Sofia ( Bulgarien)                                                          | Treffen mit Präsident Georgi Parwanow und Ministerpräsident Simeon Sakskoburggotski                                              |
| 6. bis 12. November         | Bangalore, Hyderabad, Chennai, Mamallapuram, Mumbai und Neu-Delhi ( Indien) | Staatsbesuch; Treffen mit Präsident A. P. J. Abdul Kalam und Premierminister Atal Bihari Vajpayee                                |
| 20. und 24. November        | Peking und Shanghai ( Volksrepublik China)                                  | Treffen mit Präsident Hu Jintao und Premierminister Wen Jiabao                                                                   |

### 2004: Joseph Deiss
Bundespräsident Joseph Deiss war 2004 Vorsteher des Eidgenössischen Volkswirtschaftsdepartements (EVD). Deiss war Mitglied der Christlichdemokratischen Volkspartei (CVP).
| Datum                | Ort                                             | Hauptgrund |
| -------------------- | ----------------------------------------------- | --- |
| 16. Februar          | Dublin ( Irland)                                | Treffen mit Premierminister Bertie Ahern und Präsidentin Mary McAleese |
| 5. März              | Skopje ( Mazedonien)                            | Teilnahme an den Trauerfeierlichkeiten für den verunglückten Präsidenten Boris Trajkovski                                                                                   |
| 17. bis 20. März     | Bangkok ( Thailand)                             | Treffen mit König Bhumibol Adulyadej und Premierminister Thaksin Shinawatra                                                                                                 |
| 24. März             | Madrid ( Spanien)                               | Teilnahme an der Trauerzeremonie für die Opfer der Madrider Zuganschläge |
| 23. April            | Berlin ( Deutschland)                           | Treffen mit Bundeskanzler Gerhard Schröder und Bundespräsident Johannes Rau                                                                                                 |
| 13. und 14. April    | Paris ( Frankreich)                             | Teilnahme am OECD-Ministerrat |
| 21. und 22. Mai      | Graz ( Österreich)                              | Teilnahme am Treffen der deutschsprachigen Wirtschaftsminister |
| 24. und 25. Mai      | Amsterdam, Aalsmeer und Den Haag ( Niederlande) | Staatsbesuch; - Treffen mit Königin Beatrix - Besuch einer Blumenversteigerung - Treffen mit Premierminister Jan Peter Balkenende - Besuch des Internationalen Gerichtshofs |
| 21. Juni             | Ljubljana ( Slowenien)                          | Treffen mit Präsident Janez Drnovšek und Premierminister Anton Rop |
| 29. Juni             | Istanbul ( Türkei)                              | Teilnahme am Gipfeltreffen des Euro-Atlantischen Partnerschaftsrats |
| 25. Juli             | Salzburg ( Österreich)                          | Besuch der Salzburger Festspiele und Treffen mit Bundespräsident Heinz Fischer                                                                                              |
| 17. September        | Athen ( Griechenland)                           | Teilnahme an der Eröffnung der Sommer-Paralympics 2004 |
| 11. bis 14. Oktober  | Tokio ( Japan)                                  | Treffen mit Kaiser Akihito und Premierminister Jun’ichirō Koizumi |
| 1. und 2. November   | Prag ( Tschechien)                              | Treffen mit Präsident Václav Klaus und Ministerpräsident Stanislav Gross |
| 10. bis 13. November | Mexiko-Stadt ( Mexiko)                          | Staatsbesuch; Treffen mit Präsident Vicente Fox |
| 16. November         | Brüssel ( Belgien)                              | Teilnahme am Joint Ecofin |
| 25. bis 28. November | Ouagadougou und Koudougou ( Burkina Faso)       | Teilnahme am Frankophonie-Gipfel |

### 2005: Samuel Schmid
Bundespräsident Samuel Schmid war 2005 Vorsteher des Eidgenössischen Departements für Verteidigung, Bevölkerungsschutz und Sport (VBS). Schmid war Mitglied der Schweizerischen Volkspartei (SVP).
| Datum                 | Ort                                 | Hauptgrund |
| --------------------- | ----------------------------------- | --- |
| 27. Januar            | Krakau und Oświęcim ( Polen)        | Teilnahme an den Feierlichkeiten zum 60. Jahrestag der Befreiung des KZ Auschwitz                                             |
| 31. Januar            | Luxemburg ( Luxemburg)              | Treffen mit Premierminister Jean-Claude Juncker und Audienz bei Grossherzog Henri                                             |
| 11. bis 13. Februar   | München ( Deutschland)              | Teilnahme an der Münchner Sicherheitskonferenz                                                                                |
| 10. März              | Madrid ( Spanien)                   | Teilnahme an einer internationalen Konferenz zum Thema Terrorismus anlässlich des ersten Jahrestags der Madrider Zuganschläge |
| 15. und 16. März      | Jerusalem ( Israel)                 | Teilnahme an der Eröffnung des neuen Yad-Vashem-Museums und Treffen mit Präsident Ariel Scharon                               |
| 14. bis 20. April     | Nagakute und Tokio ( Japan)         | Besuch der Expo 2005, Audienz bei Kaiser Akihito und Treffen mit japanischen Regierungsvertretern                             |
| 9. Mai                | Moskau ( Russland)                  | Teilnahme an den Feierlichkeiten zum 60. Jahrestag des Endes des Zweiten Weltkriegs                                           |
| 16. und 17. Mai       | Warschau ( Polen)                   | Teilnahme am Gipfeltreffen des Europarats                                                                                     |
| 9. Juni               | London ( Vereinigtes Königreich)    | Treffen mit Premierminister Tony Blair sowie Audienz bei Königin Elisabeth II.                                                |
| 20. und 21. Juni      | Riga ( Lettland)                    | Staatsbesuch; Treffen mit Präsidentin Vaira Vīķe-Freiberga und Ministerpräsident Aigars Kalvītis                              |
| 20. Juli              | Bregenz ( Österreich)               | Besuch der Bregenzer Festspiele mit Bundespräsident Heinz Fischer                                                             |
| 12. bis 15. September | New York City ( Vereinigte Staaten) | Teilnahme am «Millennium +5»-Gipfel der Vereinten Nationen                                                                    |
| 15. Oktober           | Valencia ( Spanien)                 | Teilnahme an der Einweihung der Alinghi-Werft                                                                                 |
| 24. Oktober           | Salzburg ( Österreich)              | Teilnahme am Treffen der Staatsoberhäupter der deutschsprachigen Länder                                                       |
| 16. November          | Tunis ( Tunesien)                   | Teilnahme am Weltgipfel zur Informationsgesellschaft                                                                          |
| 18. November          | Paris ( Frankreich)                 | Treffen mit Präsident Jacques Chirac                                                                                          |
| 15. bis 18. Dezember  | Bamako ( Mali)                      | Treffen mit Präsident Amadou Toumani Touré                                                                                    |

### 2006: Moritz Leuenberger
Bundespräsident Moritz Leuenberger war 2006 Vorsteher des Eidgenössischen Departements für Umwelt, Verkehr, Energie und Kommunikation (UVEK). Leuenberger ist Mitglied der Sozialdemokratischen Partei (SP). Es war nach 2001 sein zweites Amtsjahr als Bundespräsident.
| Datum                 | Ort                                   | Hauptgrund |
| --------------------- | ------------------------------------- | --- |
| 19. Januar            | Wien ( Österreich)                    | Treffen mit Bundeskanzler Wolfgang Schüssel und Bundespräsident Heinz Fischer |
| 7. bis 9. Februar     | Dubai ( Vereinigte Arabische Emirate) | Teilnahme am Globalen Umweltministerforum |
| 28. März              | Turin ( Italien)                      | Teilnahme an einem Kongress über die Strassensicherheit und Treffen mit dem italienischen Verkehrsminister Pietro Lunardi                                                         |
| 23. und 24. April     | Doha ( Katar)                         | Teilnahme am Internationalen Energieforum |
| 5. bis 7. Mai         | Rom ( Italien) und Vatikanstadt       | - Teilnahme an den Feierlichkeiten zum 500-Jahr-Jubiläum der Schweizer Garde und Audienz bei Papst Benedikt XVI. - Treffen mit dem italienischen Ministerpräsidenten Romano Prodi |
| 17. und 18. Mai       | Dublin ( Irland)                      | Teilnahme an der Konferenz der europäischen Verkehrsminister |
| 11. und 12. Juni      | Riga ( Lettland)                      | Teilnahme an einem EU-Ministertreffen über digitale Integration |
| 10. Juli              | Brüssel ( Belgien)                    | Treffen mit EU-Kommissionspräsident José Manuel Barroso sowie mit dem belgischen Premierminister Guy Verhofstadt                                                                  |
| 12. Juli              | Vaduz ( Liechtenstein)                | Teilnahme an den Feierlichkeiten zum 200-Jahr-Jubiläum der Souveränität Liechtensteins                                                                                            |
| 14. bis 16. Juli      | Turku ( Finnland)                     | Treffen mit Präsidentin Tarja Halonen und Teilnahme an einem informellen Treffen der EU-Umweltminister                                                                            |
| 6. September          | Paris ( Frankreich)                   | Treffen mit dem französischen Präsidenten Jacques Chirac |
| 18. und 19. September | New York City ( Vereinigte Staaten)   | Teilnahme an der Generalversammlung der Vereinten Nationen |
| 27. und 28. September | Bukarest ( Rumänien)                  | Teilnahme am Frankophonie-Gipfel und Treffen mit dem rumänischen Präsidenten Traian Băsescu und Premierminister Călin Popescu-Tăriceanu                                           |
| 31. Oktober           | Berlin ( Deutschland)                 | Treffen mit Verkehrsminister Wolfgang Tiefensee |
| 6. November           | Meersburg ( Deutschland)              | Teilnahme am Treffen der Staatsoberhäupter der deutschsprachigen Länder |
| 9. November           | Alpbach ( Österreich)                 | Teilnahme an der Alpenkonferenz |
| 13. bis 16. November  | Nairobi ( Kenia)                      | Teilnahme an der UN-Klimakonferenz sowie Treffen mit Präsident Mwai Kibaki |
| 17. November          | Addis Abeba ( Äthiopien)              | Treffen mit dem Kommissionspräsidenten der Afrikanischen Union, Alpha Oumar Konaré sowie Treffen mit dem äthiopischen Präsidenten Girma Wolde-Giorgis                             |

### 2007: Micheline Calmy-Rey
Bundespräsidentin Micheline Calmy-Rey war 2007 Vorsteherin des Eidgenössischen Departements für auswärtige Angelegenheiten (EDA). Calmy-Rey ist Mitglied der Sozialdemokratischen Partei (SP).
| Datum                 | Ort                                      | Hauptgrund |
| --------------------- | ---------------------------------------- | --- |
| 5. bis 8. Februar     | Phnom Penh ( Kambodscha)                 | Treffen mit König Norodom Sihamoni und Besuch des Spitals von Kantha Bopha                                                                |
| 8. bis 10. Februar    | Jakarta und Banda Aceh ( Indonesien)     | Treffen mit Präsident Susilo Bambang Yudhoyono und Einweihung einer Trinkwasseranlage in der 2004 von einer Region zerstörten Region Aceh |
| 14. Februar           | Luxemburg ( Luxemburg)                   | Treffen mit Premierminister Jean-Claude Juncker, Vizepremierminister Jean Asselborn sowie Höflichkeitsbesuch bei Grossherzog Henri        |
| 5. März               | Rom ( Italien)                           | Treffen mit Präsident Giorgio Napolitano und Premierminister Romano Prodi                                                                 |
| 21. März              | Vaduz ( Liechtenstein)                   | Treffen mit Erbprinz Alois und Regierungschef Otmar Hasler                                                                                |
| 9. April              | Tallinn ( Estland)                       | Treffen mit Präsident Toomas Hendrik Ilves und Premierminister Andrus Ansip                                                               |
| 10. und 11. April     | Warschau ( Polen)                        | Treffen mit Präsident Lech Kaczyński und Ministerpräsident Jarosław Kaczyński                                                             |
| 12. April             | Riga ( Lettland)                         | Treffen mit Präsidentin Vaira Vīķe-Freiberga und Ministerpräsident Aigars Kalvītis                                                        |
| 13. April             | Vilnius ( Litauen)                       | Treffen mit Präsident Valdas Adamkus |
| 10. und 11. Mai       | Straßburg ( Frankreich)                  | Teilnahme an einem Ministertreffen des Europarats                                                                                         |
| 11. und 12. Mai       | Lissabon ( Portugal)                     | Treffen mit Präsident Aníbal Cavaco Silva und Ministerpräsident José Sócrates                                                             |
| 11. und 12. Juni      | Madrid und Córdoba ( Spanien)            | Treffen mit König Juan Carlos I. und Ministerpräsident José Luis Rodríguez Zapatero sowie Besuch der Mezquita-Catedral de Córdoba         |
| 9. Juli               | Algier ( Algerien)                       | Zwischenstopp; Treffen mit Aussenminister Mourad Medelci                                                                                  |
| 9. Juli               | Cotonou ( Benin)                         | Treffen mit Präsident Boni Yayi |
| 10. Juli              | Accra ( Ghana)                           | Treffen mit Präsident John Agyekum Kufuor                                                                                                 |
| 11. bis 13. Juli      | Dakar ( Senegal)                         | Treffen mit Präsident Abdoulaye Wade und Teilnahme an der Regionalkonferenz der Schweizer Botschafterinnen und Botschafter                |
| 14. und 15. Juli      | N’Djamena und Abéché ( Tschad)           | Treffen mit Präsident Idriss Déby und Besuch eines Flüchtlingslagers                                                                      |
| 16. Juli              | Kinshasa ( Demokratische Republik Kongo) | Treffen mit Präsident Joseph Kabila |
| 17. Juli              | Bujumbura ( Burundi)                     | Treffen mit Präsident Pierre Nkurunziza                                                                                                   |
| 18. Juli              | Kigali ( Ruanda)                         | Treffen mit Präsident Paul Kagame |
| 22. Juli              | Paris ( Frankreich)                      | Treffen mit dem französischen Aussenminister Bernard Kouchner und dem spanischen Aussenminister Miguel Ángel Moratinos                    |
| 23. bis 26. September | New York City ( Vereinigte Staaten)      | Teilnahme an der Generalversammlung der Vereinten Nationen                                                                                |
| 1. und 2. Oktober     | Brüssel ( Belgien)                       | Treffen mit EU-Kommissionspräsident José Manuel Barroso                                                                                   |
| 14. Oktober           | Luxemburg ( Luxemburg)                   | Treffen mit Premierminister Jean-Claude Juncker und Grosszerzog Henri                                                                     |
| 29. Oktober           | Vaduz ( Liechtenstein)                   | Teilnahme am Treffen der Staatsoberhäupter der deutschsprachigen Länder                                                                   |
| 5. bis 8. November    | Neu-Delhi, Hyderabad und Agra ( Indien)  | Staatsbesuch; Treffen mit Präsidentin Pratibha Patil, Vizepräsident Mohammad Hamid Ansari und Premierminister Manmohan Singh              |
| 8. und 9. November    | Moskau ( Russland)                       | Treffen mit Präsident Wladimir Putin |
| 15. November          | Paris ( Frankreich)                      | Treffen mit Präsident Nicolas Sarkozy |
| 28. und 29. November  | Madrid ( Spanien)                        | Teilnahme an der 15. OSZE-Ministerkonferenz                                                                                               |
| 17. Dezember          | Paris ( Frankreich)                      | Teilnahme an einer internationalen Konferenz der Geberländer für die palästinensischen Gebiete                                            |

### 2008: Pascal Couchepin
Bundespräsident Pascal Couchepin war 2008 Vorsteher des Eidgenössischen Departements des Innern (EDI). Couchepin war Mitglied der Freisinnig-Demokratischen Partei (FDP). Es war nach 2003 seine zweite Amtszeit als Bundespräsident.
| Datum                 | Ort                                         | Hauptgrund |
| --------------------- | ------------------------------------------- | --- |
| 7. und 8. Januar      | Rabat ( Marokko)                            | Treffen mit Premierminister Abbas al-Fassi |
| 9. bis 13. Januar     | Kairo, Alexandria und Assuan ( Ägypten)     | - Treffen mit Präsident Husni Mubarak - Treffen mit Schenuda III., dem Oberhaupt der koptischen Kirche und mit Muhammad Sayyid Tantawi, dem Imam der al-Azhar-Moschee - Besichtigung der Bibliothek von Alexandria - Besichtigung des Assuan-Staudamms |
| 9. und 10. Februar    | Berlin ( Deutschland)                       | - Treffen mit Bundespräsident Horst Köhler und Bundeskanzlerin Angela Merkel - Besuch der Berlinale |
| 2. und 3. März        | Ljubljana ( Slowenien)                      | Treffen mit Präsident Danilo Türk und Premierminister Janez Janša |
| 3. April              | Bukarest ( Rumänien)                        | Teilnahme am Treffen des Euro-Atlantischen Partnerschaftsrats |
| 21. April             | Paris ( Frankreich)                         | Eröffnung der Ausstellung "ICON Roadshow" im Vorfeld der Euro 2008 |
| 10. bis 13. Mai       | Baku ( Aserbaidschan)                       | - Eröffnung der neuen Schweizer Botschaft - Treffen mit Präsident İlham Əliyev |
| 27. Juni              | Madrid und Saragossa ( Spanien)             | - Treffen mit Ministerpräsident José Luis Rodríguez Zapatero - Besuch der Expo 2008 |
| 6. Juli               | London und Oxford ( Vereinigtes Königreich) | - Besuch des Wimbledon-Finalspiels zwischen Roger Federer und Rafael Nadal - Besuch an der University of Oxford |
| 3. bis 7. August      | Hanoi und Ho-Chi-Minh-Stadt ( Vietnam)      | Treffen mit Präsident Nguyễn Minh Triết und Premierminister Nguyễn Tấn Dũng |
| 8. und 10. August     | Peking ( Volksrepublik China)               | Teilnahme an der Eröffnungszeremonie der Olympischen Sommerspiele 2008 |
| 11. und 12. August    | Manila ( Philippinen)                       | Treffen mit Präsidentin Gloria Macapagal-Arroyo |
| 22. bis 25. September | New York City ( Vereinigte Staaten)         | Teilnahme an der Generalversammlung der Vereinten Nationen |
| 3. bis 5. Oktober     | Beirut und Antelias ( Libanon)              | Treffen mit Präsident Michel Sulaiman |
| 8. Oktober            | Évian-les-Bains ( Frankreich)               | Teilnahme an der World Policy Conference und Treffen mit dem russischen Präsidenten Dmitri Medwedew |
| 7. bis 11. November   | Ankara, Nevşehir und Konya ( Türkei)        | Treffen mit Präsident Abdullah Gül und Ministerpräsident Recep Tayyip Erdoğan |
| 15. Dezember          | Brüssel ( Belgien)                          | - Treffen mit EU-Kommissionspräsident José Manuel Barroso - Treffen mit dem belgischen Premierminister Yves Leterme |

### 2009: Hans-Rudolf Merz
Bundespräsident Hans-Rudolf Merz war 2009 Vorsteher des Eidgenössischen Finanzdepartements (EFD). Merz ist Mitglied der FDP.Die Liberalen (FDP).
| Datum                 | Ort                                                 | Hauptgrund |
| --------------------- | --------------------------------------------------- | --- |
| 7. März               | Luxemburg ( Luxemburg)                              | Treffen mit dem österreichischen Finanzminister Josef Pröll und dem luxemburgischen Finanz- und Justizminister Luc Frieden                                                                                          |
| 14. März              | London ( Vereinigtes Königreich)                    | Teilnahme an einem Treffen des Internationalen Währungs- und Finanzausschusses des Internationalen Währungsfonds sowie Treffen mit dem britischen Premierminister Gordon Brown                                      |
| 23. April             | Stockholm ( Schweden)                               | Treffen mit Ministerpräsident Fredrik Reinfeldt |
| 25. April             | Washington, D.C. ( Vereinigte Staaten)              | Treffen mit US-Finanzminister Timothy Geithner |
| 23. bis 26. Mai       | Riad ( Saudi-Arabien)                               | Treffen mit König Abdullah ibn Abd al-Aziz |
| 23. bis 26. Mai       | Abu Dhabi und Dubai ( Vereinigte Arabische Emirate) | Treffen mit Scheich Chalifa bin Zayid Al Nahyan |
| 23. Juni              | Berlin ( Deutschland)                               | Teilnahme an einem Finanzministertreffen und bilaterales Treffen mit dem deutschen Finanzminister Peer Steinbrück                                                                                                   |
| 20. August            | Tripolis ( Libyen)                                  | Treffen mit Premierminister al-Baghdadi Ali al-Mahmudi zur Lösungsfindung in der Libyen-Affäre |
| 23. bis 25. September | New York City ( Vereinigte Staaten)                 | - Teilnahme an der Generalversammlung der Vereinten Nationen - Treffen mit dem libyschen Revolutionsführer Muammar al-Gaddafi - Treffen mit dem katarischen Premierminister Hamad ibn Dschasim ibn Dschabr Al Thani |
| 2. Oktober            | Belgrad ( Serbien)                                  | Treffen mit Präsident Boris Tadić und Premierminister Mirko Cvetković |
| 3. bis 7. Oktober     | Istanbul ( Türkei)                                  | Teilnahme an der Jahrestagung des Internationalen Währungsfonds und der Weltbank |
| 28. Oktober           | Eisenstadt ( Österreich)                            | Teilnahme am Treffen der deutschsprachigen Staatsoberhäupter |
| 10. November          | Brüssel ( Belgien)                                  | Teilnahme am Treffen der EU- und EFTA-Staaten |

### 2010: Doris Leuthard
Bundespräsidentin Doris Leuthard war 2010 Vorsteherin des Eidgenössischen Departements für Umwelt, Verkehr, Energie und Kommunikation (UVEK). Leuthard war Mitglied der Christlichdemokratischen Volkspartei (CVP).
| Datum               | Ort                                                   | Hauptgrund |
| ------------------- | ----------------------------------------------------- | --- |
| 11. bis 13. Februar | Vancouver ( Kanada)                                   | Teilnahme an der Eröffnungsfeier der Olympischen Winterspiele und Besuch von Wettkämpfen |
| 22. Februar         | Madrid ( Spanien)                                     | Treffen mit dem spanischen König Juan Carlos I. und Ministerpräsident José Luis Rodríguez Zapatero |
| 25. und 26. Februar | Paris ( Frankreich)                                   | Teilnahme am OECD-Agrarministertreffen |
| 25. und 26. März    | Wien ( Österreich)                                    | Treffen mit Bundespräsident Heinz Fischer und Vizekanzler Josef Pröll |
| 12. und 13. April   | Washington, D.C. ( Vereinigte Staaten)                | Teilnahme am Nuklearen Sicherheitsgipfel |
| 23. April           | Berlin ( Deutschland)                                 | Treffen mit Bundeskanzlerin Angela Merkel |
| 6. und 7. Mai       | Rom ( Italien) und Vatikanstadt                       | Teilnahme an der Vereidigung der Rekruten der Päpstlichen Schweizergarde sowie Audienz bei Papst Benedikt XVI. und Treffen mit dem Staatssekretär des Vatikans, Tarcisio Bertone, sowie dem italienischen Ministerpräsidenten Silvio Berlusconi       |
| 27. und 28. Mai     | Paris ( Frankreich)                                   | Teilnahme an einer Sitzung des OECD-Rats auf Ministerebene |
| 8. Juni             | Berlin ( Deutschland)                                 | Teilnahme an der Eröffnung der Internationalen Luft- und Raumfahrtausstellung gemeinsam mit Bundeskanzlerin Angela Merkel |
| 11. Juni            | Johannesburg und Vanderbijlpark ( Südafrika)          | Treffen mit südafrikanischen Regierungsvertretern, Besuch des Eröffnungsspiels der WM 2010 sowie Besuch im Trainingscamp der Schweizer Fussballnationalmannschaft                                                                                     |
| 6. bis 8. Juli      | Jakarta und Surabaya ( Indonesien)                    | Staatsbesuch; Treffen mit Präsident Susilo Bambang Yudhoyono und weiteren indonesischen Regierungsvertretern |
| 9. Juli             | Singapur                                              | Treffen mit Präsident Sellapan Ramanathan und weiteren Regierungsvertretern |
| 19. Juli            | Brüssel ( Belgien)                                    | Treffen mit dem Präsidenten des Europäischen Rats Herman Van Rompuy und dem Präsidenten der Europäischen Kommission José Manuel Barroso |
| 21. Juli            | Paris ( Frankreich)                                   | Treffen mit Präsident Nicolas Sarkozy |
| 10. bis 14. August  | Chongqing, Shanghai und Peking ( Volksrepublik China) | Treffen mit Vertretern der chinesischen Regierung und Behörden sowie Vertretern der Schweizer Wirtschaft, Besuch der Expo 2010 sowie Treffen mit dem chinesischen Präsidenten Hu Jintao und dem Vorsitzenden des Volkskongresses Wu Bangguo in Peking |
| 26. August          | Sotschi ( Russland)                                   | Treffen mit dem russischen Präsidenten Dmitri Medwedew |
| 6. September        | Vaduz ( Liechtenstein)                                | Treffen mit dem liechtensteinischen Regierungschef Klaus Tschütscher und Erbprinz Alois |
| 23. September       | New York City ( Vereinigte Staaten)                   | Teilnahme an der Generalversammlung der Vereinten Nationen |
| 3. Oktober          | Doha ( Katar)                                         | Treffen mit dem Emir von Katar, Hamad bin Chalifa Al Thani und Premierminister Hamad ibn Dschasim ibn Dschabr Al Thani |
| 4. und 5. Oktober   | Amman ( Jordanien)                                    | Treffen mit König Abdullah II. und Premierminister Samir Rifai sowie Besuch eines Flüchtlingslagers |
| 14. und 15. Oktober | Oslo ( Norwegen)                                      | Staatsbesuch; Treffen mit König Harald und Premierminister Jens Stoltenberg |
| 1. November         | Lübeck ( Deutschland)                                 | Teilnahme am Treffen der deutschsprachigen Staatsoberhäupter |
| 8. und 9. Dezember  | Cancún ( Mexiko)                                      | Teilnahme an der UNO-Klimakonferenz |

### 2011: Micheline Calmy-Rey
Bundespräsidentin Micheline Calmy-Rey war 2011 Vorsteherin des Eidgenössischen Departements für auswärtige Angelegenheiten (EDA). Calmy-Rey ist Mitglied der Sozialdemokratischen Partei (SP). Es war nach 2007 ihr zweites Amtsjahr als Bundespräsidentin.
| Datum                 | Ort                                 | Hauptgrund |
| --------------------- | ----------------------------------- | --- |
| 24. Januar            | Berlin ( Deutschland)               | Treffen mit Bundespräsident Christian Wulff und Bundeskanzlerin Angela Merkel |
| 2. und 3. Februar     | Budapest ( Ungarn)                  | Staatsbesuch; Treffen mit Präsident Pál Schmitt |
| 4. und 5. Februar     | München ( Deutschland)              | Teilnahme an der Münchner Sicherheitskonferenz |
| 8. Februar            | Brüssel ( Belgien)                  | Treffen mit EU-Ratspräsident Herman Van Rompuy, EU-Kommissionspräsident José Manuel Barroso und EU-Parlamentspräsident Jerzy Buzek                                                                                          |
| 11. Februar           | Madrid ( Spanien)                   | Treffen mit Regierungspräsident José Luis Rodríguez Zapatero sowie Empfang bei König Juan Carlos I. und Königin Sophia |
| 14. und 15. März      | Baku und Naxçıvan ( Aserbaidschan)  | - Treffen mit Präsident İlham Əliyev und Premierminister Artur Rasizadə - Besuch der Enklave Nachitschewan |
| 31. März und 1. April | Jerewan und Gjumri ( Armenien)      | - Treffen mit Präsident Sersch Sargsjan und Premierminister Tigran Sargsjan - Besuch von Projekten der DEZA |
| 11. April             | Wien ( Österreich)                  | - Treffen mit Bundespräsident Heinz Fischer und Bundeskanzler Werner Faymann - Treffen mit dem Generaldirektor der Internationalen Atomenergie-Organisation, Yukiya Amano                                                   |
| 19. April             | Kiew ( Ukraine)                     | Teilnahme an einem Gipfel zum Thema Atomenergie anlässlich des 25. Jahrestages der Nuklearkatastrophe von Tschernobyl |
| 1. und 2. Mai         | Tunis ( Tunesien)                   | Treffen mit Interimspräsident Fouad Mebazaa |
| 10. Mai               | Istanbul ( Türkei)                  | - Teilnahme am Treffen des Europarats - Treffen mit dem türkischen Präsidenten Abdullah Gül |
| 16. und 17. Mai       | Helsinki ( Finnland)                | Teilnahme am UN-Panel für globale Nachhaltigkeit |
| 29. und 30. Mai       | Tiflis ( Georgien)                  | Treffen mit Präsident Micheil Saakaschwili und Premierminister Nika Gilauri |
| 1. und 2. Juni        | Rom ( Italien)                      | Treffen mit Präsident Giorgio Napolitano und Ministerpräsident Silvio Berlusconi |
| 16. Juni              | Warschau ( Polen)                   | Treffen mit Präsident Bronisław Komorowski |
| 19. Juni              | Doha ( Katar)                       | Teilnahme an einer Botschafterkonferenz |
| 30. Juni              | Bukarest ( Rumänien)                | Treffen mit Präsident Traian Băsescu und Premierminister Emil Boc |
| 13. Juli              | Kolomna ( Russland)                 | Treffen mit Präsident Dmitri Medwedew |
| 2. und 3. August      | Nairobi und Dadaab ( Kenia)         | - Treffen mit Präsident Mwai Kibaki - Besuch des Flüchtlingslagers von Dadaab |
| 19. bis 21. September | New York City ( Vereinigte Staaten) | Teilnahme an der Generalversammlung der Vereinten Nationen |
| 26. September         | Vaduz ( Liechtenstein)              | Teilnahme am Treffen der deutschsprachigen Staatsoberhäupter |
| 28. und 29. September | Tunis ( Tunesien)                   | Teilnahme an einem Treffen der EU/Tunisia Task Force im Nachgang der Revolution in Tunesien 2010/2011 |
| 11. Oktober           | Brüssel ( Belgien)                  | Treffen mit der Vizepräsidentin des EU-Parlaments Diana Wallis sowie dem Fraktionspräsidenten der Sozialdemokratischen Partei Europas, Martin Schulz und dem Fraktionspräsidenten der Europäischen Volkspartei, Joseph Daul |
| 14. November          | Zagreb ( Kroatien)                  | Treffen mit Präsident Ivo Josipović und Parlamentspräsident Luka Bebić |
| 23. November          | Belgrad ( Serbien)                  | Treffen mit Präsident Boris Tadić und Premierminister Mirko Cvetković |
| 24. November          | Paris ( Frankreich)                 | Treffen mit Premierminister François Fillon |
| 1. und 2. Dezember    | Paris ( Frankreich)                 | Teilnahme an einer Ministerkonferenz der Internationalen Organisation für Frankophonie |
| 6. und 7. Dezember    | Vilnius ( Litauen)                  | Teilnahme an einer OSZE-Ministerkonferenz |
| 26. und 27. Dezember  | Ankara ( Türkei)                    | Treffen mit Präsident Abdullah Gül und Aussenminister Ahmet Davutoğlu |

### 2012: Eveline Widmer-Schlumpf
Bundespräsidentin Eveline Widmer-Schlumpf war 2012 Vorsteherin des Eidgenössischen Finanzdepartements (EFD). Widmer-Schlumpf ist Mitglied der Bürgerlich-Demokratischen Partei (BDP).
| Datum                 | Ort                                    | Hauptgrund |
| --------------------- | -------------------------------------- | --- |
| 20. bis 23. März      | Brüssel, Lommel und Löwen ( Belgien)   | - Treffen mit EU-Ratspräsident Herman Van Rompuy, EU-Kommissionspräsident José Manuel Barroso, EU-Parlamentspräsident Martin Schulz und EU-Steuerkommisar Algirdas Šemeta - Treffen mit dem König der Belgier, Albert II. - Teilnahme an den Trauerfeiern für die Opfer des Busunfalls im Sierre-Tunnel |
| 20. und 21. April     | Washington, D.C. ( Vereinigte Staaten) | - Teilnahme an der Frühjahrstagung des Internationalen Währungsfonds und der Weltbank - Treffen mit dem amerikanischen Justizminister Eric Holder |
| 18. Mai               | Nikosia ( Zypern)                      | Treffen mit Staatspräsident Dimitris Christofias |
| 25. Mai               | Wien ( Österreich)                     | Treffen mit Bundespräsident Heinz Fischer und Bundeskanzler Werner Faymann |
| 4. und 5. Juni        | Prag ( Tschechien)                     | Treffen mit Staatspräsident Václav Klaus und Ministerpräsident Petr Nečas |
| 12. Juni              | Rom ( Italien)                         | Treffen mit Ministerpräsident Mario Monti |
| 27. bis 29. Juli      | London ( Vereinigtes Königreich)       | Teilnahme an der Eröffnungszeremonie der Olympischen Sommerspiele 2012 und Besuch von Wettkämpfen |
| 29. und 30. August    | London ( Vereinigtes Königreich)       | Teilnahme an der Eröffnungszeremonie der Sommer-Paralympics 2012 und Besuch von Wettkämpfen |
| 24. bis 26. September | New York City ( Vereinigte Staaten)    | Teilnahme an der Generalversammlung der Vereinten Nationen |
| 12. und 13. Oktober   | Tokio ( Japan)                         | - Teilnahme an der Jahrestagung des Internationalen Währungsfonds und der Weltbank - Treffen mit dem japanischen Ministerpräsidenten Yoshihiko Noda |
| 25. Oktober           | Dublin ( Irland)                       | Treffen mit Präsident Michael D. Higgins und Premierminister Enda Kenny |
| 5. und 6. November    | Vientiane ( Laos)                      | Teilnahme am ASEM-Gipfel |
| 7. Dezember           | Paris ( Frankreich)                    | Treffen mit Präsident François Hollande |
| 18. Dezember          | Luxemburg ( Luxemburg)                 | Treffen mit Premierminister Jean-Claude Juncker |

### 2013: Ueli Maurer
Bundespräsident Ueli Maurer war 2013 Vorsteher des Eidgenössischen Departements für Verteidigung, Bevölkerungsschutz und Sport (VBS). Maurer ist Mitglied der Schweizerischen Volkspartei (SVP).
| Datum                | Ort                                    | Hauptgrund |
| -------------------- | -------------------------------------- | --- |
| 1. und 2. Februar    | München ( Deutschland)                 | Teilnahme an der Münchner Sicherheitskonferenz                                                                 |
| 8. bis 10. Februar   | Schladming ( Österreich)               | - Besuch der Alpinen Skiweltmeisterschaften - Treffen mit dem österreichischen Bundespräsidenten Heinz Fischer |
| 19. Februar          | Vaduz ( Liechtenstein)                 | Treffen mit dem liechtensteinischen Regierungschef Klaus Tschütscher                                           |
| 5. und 6. Mai        | Vatikanstadt ( Vatikanstadt)           | Audienz bei Papst Franziskus und Teilnahme an der Vereidigung neuer Schweizergardisten                         |
| 3. Juni              | Vilnius ( Litauen)                     | Treffen mit der litauischen Staatspräsidentin Dalia Grybauskaitė                                               |
| 16. bis 21. Juli     | Peking ( Volksrepublik China)          | Treffen mit Präsident Xi Jinping und Ministerpräsident Li Keqiang                                              |
| 9. September         | Innsbruck ( Österreich)                | Teilnahme am Vierertreffen der deutschsprachigen Staatsoberhäupter                                             |
| 23. bis 25. Oktober  | New York City ( Vereinigte Staaten)    | Rede vor der Generalversammlung der Vereinten Nationen                                                         |
| 18. November         | Priština und Suhareka ( Kosovo)        | Treffen mit der kosovarischen Präsidentin Atifete Jahjaga und Besuch der Swisscoy                              |
| 10. und 11. Dezember | Pretoria und Johannesburg ( Südafrika) | Teilnahme an den Trauerfeierlichkeiten für den ehemaligen südafrikanischen Präsidenten Nelson Mandela          |

### 2014: Didier Burkhalter
Bundespräsident Didier Burkhalter war 2014 Vorsteher des Eidgenössischen Departements für auswärtige Angelegenheiten (EDA). Burkhalter ist Mitglied der FDP.Die Liberalen (FDP). Er war in seinem Präsidialjahr zusätzlich Vorsitzender der OSZE.
| Datum                 | Ort                                                      | Hauptgrund |
| --------------------- | -------------------------------------------------------- | --- |
| 16. und 17. Januar    | Wien ( Österreich)                                       | Treffen mit dem österreichischen Bundespräsidenten Heinz Fischer und Rede vor dem ständigen Rat der OSZE |
| 27. und 28. Januar    | Warschau, Krakau und Oświęcim ( Polen)                   | - Treffen mit dem polnischen Präsidenten Bronisław Komorowski - Besuch von durch die Schweiz unterstützten Projekten zur Verminderung der wirtschaftlichen und sozialen Unterschiede in Europa - Besuch des KZ Auschwitz |
| 1. Februar            | München ( Deutschland)                                   | Teilnahme an der Münchner Sicherheitskonferenz |
| 2. bis 6. Februar     | Tokio und Kamakura ( Japan)                              | - Audienz beim japanischen Kaiser Akihito und Treffen mit Kronprinz Naruhito - Treffen mit dem japanischen Premierminister Shinzō Abe                                                                                    |
| 7. und 8. Februar     | Sotschi ( Russland)                                      | Teilnahme an der Eröffnungsfeier der Olympischen Winterspiele 2014 |
| 18. Februar           | Berlin ( Deutschland)                                    | Treffen mit der deutschen Bundeskanzlerin Angela Merkel |
| 18. Februar           | Paris ( Frankreich)                                      | Treffen mit dem französischen Aussenminister Laurent Fabius |
| 24. und 25. Februar   | New York City und Washington, D.C. ( Vereinigte Staaten) | - Rede vor dem UNO-Sicherheitsrat - Treffen mit dem US-amerikanischen Vizepräsidenten Joe Biden |
| 5. März               | Paris ( Frankreich)                                      | Teilnahme an einer Konferenz zur Situation in Libyen |
| 24. und 25. März      | Den Haag ( Niederlande)                                  | Teilnahme am Gipfel zur Nuklearen Sicherheit |
| 7. und 8. April       | Helsinki ( Finnland)                                     | Treffen mit dem finnischen Präsidenten Sauli Niinistö und dem finnischen Premierminister Jyrki Katainen |
| 11. April             | Kiew ( Ukraine)                                          | Treffen mit dem ukrainischen Aussenminister Andrij Deschtschyzja |
| 24. und 25. April     | Belgrad ( Serbien)                                       | Treffen mit dem serbischen Präsidenten Tomislav Nikolić und dem designierten Ministerpräsidenten Aleksandar Vučić |
| 24. und 25. April     | Tirana ( Albanien)                                       | Treffen mit dem albanischen Präsidenten Bujar Nishani |
| 24. und 25. April     | Priština und Kosovska Mitrovica ( Kosovo)                | - Treffen mit dem kosovarischen Ministerpräsidenten Hashim Thaçi - Besuch der Swisscoy |
| 6. Mai                | Wien ( Österreich)                                       | Teilnahme an der 124. Sitzung des Ministerkomitees des Europarates |
| 7. Mai                | Moskau ( Russland)                                       | Treffen mit dem russischen Präsidenten Wladimir Putin |
| 7. Mai                | Brüssel ( Belgien)                                       | Treffen mit dem EU-Ratspräsidenten Herman Van Rompuy |
| 12. Mai               | Brüssel ( Belgien)                                       | Teilnahme am Treffen der EU-Aussenminister zur Lage in der Ukraine |
| 2. Juni               | Baku ( Aserbaidschan)                                    | Treffen mit dem aserbaidschanischen Präsidenten İlham Əliyev |
| 3. Juni               | Tiflis ( Georgien)                                       | Treffen mit dem georgischen Präsidenten Giorgi Margwelaschwili und dem georgischen Premierminister Irakli Gharibaschwili                                                                                                 |
| 4. Juni               | Jerewan ( Armenien)                                      | Treffen mit dem armenischen Präsidenten Sersch Sargsjan |
| 6. und 7. Juni        | Kiew ( Ukraine)                                          | Teilnahme an der Amtseinführung des ukrainischen Präsidenten Petro Poroschenko |
| 24. Juni              | Wien ( Österreich)                                       | Treffen mit dem russischen Präsidenten Wladimir Putin |
| 27. und 28. Juni      | Baku ( Aserbaidschan)                                    | Teilnahme an der Jahrestagung der Parlamentarischen Versammlung der OSZE |
| 29. Juli              | Rom ( Italien)                                           | Treffen mit dem italienischen Ministerpräsidenten Matteo Renzi |
| 25. August            | Berlin ( Deutschland) und Tallinn ( Estland)             | - Treffen mit dem deutschen Aussenminister Frank-Walter Steinmeier - Treffen mit dem estnischen Ministerpräsidenten Taavi Rõivas und dem estnischen Aussenminister Urmas Paet                                            |
| 5. September          | Newport ( Vereinigtes Königreich)                        | Teilnahme am NATO-Gipfel |
| 10. September         | Prag ( Tschechien)                                       | - Teilnahme am Wirtschafts- und Umweltforum der OSZE - Treffen mit dem tschechischen Premierminister Bohuslav Sobotka |
| 11. September         | Riga ( Lettland)                                         | Treffen mit dem lettischen Staatspräsidenten Andris Bērziņš und der lettischen Premierministerin Laimdota Straujuma |
| 16. September         | Rostock ( Deutschland)                                   | Teilnahme am jährlichen Treffen der deutschsprachigen Staatsoberhäupter |
| 23. bis 26. September | New York City ( Vereinigte Staaten)                      | Teilnahme an der 69. UNO-Generalversammlung |
| 16. Oktober           | Mailand ( Italien)                                       | Teilnahme am ASEM-Gipfel |
| 28. Oktober           | Berlin ( Deutschland)                                    | Teilnahme an einer Konferenz zur Situation in Libyen |
| 30. Oktober           | Paris ( Frankreich)                                      | Treffen mit dem französischen Präsidenten François Hollande |
| 13. November          | Berlin ( Deutschland)                                    | Teilnahme an der OSZE-Antisemitismuskonferenz |
| 14. November          | Ypern und Brüssel ( Belgien)                             | - Teilnahme an einer Gedenkveranstaltung für die Kriegsopfer des Ersten Weltkriegs - Treffen mit dem König der Belgier, Philippe und dem belgischen Premierminister Charles Michel                                       |
| 20. bis 22. November  | Aşgabat ( Turkmenistan)                                  | Treffen mit dem Präsidenten von Turkmenistan Gurbanguly Berdimuhamedow und dem turkmenischen Aussenminister Raşit Meredow                                                                                                |
| 20. bis 22. November  | Astana ( Kasachstan)                                     | Treffen mit dem kasachischen Präsidenten Nursultan Nasarbajew |
| 20. bis 22. November  | Taschkent ( Usbekistan)                                  | Treffen mit dem usbekischen Präsidenten Islom Karimov |
| 20. bis 22. November  | Duschanbe ( Tadschikistan)                               | Treffen mit dem tadschikischen Präsidenten Emomalij Rahmon |
| 20. bis 22. November  | Bischkek ( Kirgisistan)                                  | Treffen mit dem kirgisischen Präsidenten Almasbek Atambajew und dem kirgisischen Premierminister Djoomart Otorbajew |
| 27. November          | Berlin ( Deutschland)                                    | Teilnahme am Vierertreffen der deutschsprachigen Aussenminister |
| 9. Dezember           | Bratislava ( Slowakei)                                   | Teilnahme am Treffen der Visegrád-Gruppe |

### 2015: Simonetta Sommaruga
Bundespräsidentin Simonetta Sommaruga war 2015 Vorsteherin des Eidgenössischen Justiz- und Polizeidepartements (EJPD). Sommaruga ist Mitglied der Sozialdemokratischen Partei (SP).
| Datum                 | Ort                                      | Hauptgrund |
| --------------------- | ---------------------------------------- | --- |
| 11. Januar            | Paris ( Frankreich)                      | Teilnahme an der Gedenkveranstaltung für die Opfer des Anschlages auf Charlie Hebdo |
| 27. Januar            | Oświęcim ( Polen)                        | Teilnahme an der Gedenkveranstaltung für die Opfer des KZ Auschwitz |
| 29. Januar            | Riga ( Lettland)                         | Teilnahme an einem Treffen der EU-Justizminister zu den Themen Terrorismus und Datenschutz |
| 2. Februar            | Brüssel ( Belgien)                       | Treffen mit EU-Kommissionspräsident Jean-Claude Juncker, EU-Ratspräsident Donald Tusk und EU-Parlamentspräsident Martin Schulz |
| 26. Februar           | Luxemburg ( Luxemburg)                   | Treffen mit Premierminister Xavier Bettel und Grossherzog Henri |
| 12. März              | Brüssel ( Belgien)                       | Teilnahme am Treffen der EU-Innenminister |
| 6. Mai                | Wien ( Österreich)                       | Treffen mit Bundespräsident Heinz Fischer und Bundeskanzler Werner Faymann |
| 14. Mai               | Aachen ( Deutschland)                    | Treffen zur Karlspreisverleihung mit Martin Schulz, dem Präsidenten des Europäischen Parlamentes und sieben weiteren Staatsoberhäuptern (König Abdullah II., König Felipe VI., Joachim Gauck, Dalia Grybauskaitė, François Hollande, Sauli Niinistö und Petro Poroschenko) |
| 18. Mai               | Mailand und Rom ( Italien)               | - Besuch der Expo 2015 - Treffen mit dem italienischen Ministerpräsidenten Matteo Renzi |
| 6. Juni               | Paris ( Frankreich)                      | Besuch des French Open-Finalspiels zwischen Stan Wawrinka und Novak Đoković |
| 17. Juni              | Luxemburg ( Luxemburg)                   | Teilnahme an einem Treffen der EU-Innenminister zur Flüchtlingsproblematik in Europa |
| 6. und 7. Juli        | Madrid ( Spanien)                        | Treffen mit dem spanischen Ministerpräsidenten Mariano Rajoy und König Felipe VI. |
| 8. Juli               | Warschau ( Polen)                        | Treffen mit der polnischen Ministerpräsidentin Ewa Kopacz und dem polnischen Präsidenten Bronisław Komorowski |
| 9. Juli               | Luxemburg ( Luxemburg)                   | Teilnahme an einem Treffen der Justiz- und Innenminister der EU |
| 12. Juli              | London ( Vereinigtes Königreich)         | Besuch des Wimbledon-Finalspiels zwischen Roger Federer und Novak Đoković |
| 13. September         | Melegnano ( Italien)                     | Teilnahme an den Gedenkfeierlichkeiten für die Schlacht bei Marignano |
| 14. September         | Brüssel ( Belgien)                       | Teilnahme an einem Treffen der EU-Innenminister zur Flüchtlingskrise in Europa |
| 15. und 16. September | Ljubljana, Bled und Maribor ( Slowenien) | - Treffen mit dem slowenischen Präsidenten Borut Pahor - Treffen mit dem slowenischen Ministerpräsidenten Miro Cerar |
| 17. September         | Vaduz ( Liechtenstein)                   | Teilnahme am Treffen der deutschsprachigen Staatsoberhäupter |
| 22. September         | Brüssel ( Belgien)                       | Teilnahme am Sondertreffen der EU-Innenminister zur Flüchtlingskrise in Europa |
| 25. und 26. September | New York City ( Vereinigte Staaten)      | - Teilnahme am Gipfeltreffen der Vereinten Nationen - Treffen mit UN-Generalsekretär Ban Ki-moon |
| 8. Oktober            | Luxemburg ( Luxemburg)                   | Teilnahme an einem Treffen der EU-Justiz- und Innenminister sowie an der Westbalkankonferenz |
| 25. bis 27. Oktober   | Addis Abeba und Jijiga ( Äthiopien)      | - Treffen mit dem äthiopischen Präsidenten Mulatu Teschome - Treffen mit dem äthiopischen Premierminister Hailemariam Desalegn - Besuch eines Flüchtlingslagers |
| 9. November           | Brüssel ( Belgien)                       | Teilnahme am Sondertreffen der EU-Justiz- und Innenminister zur Flüchtlingskrise in Europa |
| 11. und 12. November  | Valletta ( Malta)                        | Teilnahme am EU-Afrika-Gipfel |
| 30. November          | Paris ( Frankreich)                      | Teilnahme an der UN-Klimakonferenz |
| 21. Dezember          | Brüssel ( Belgien)                       | Treffen mit EU-Kommissionspräsident Jean-Claude Juncker |

### 2016: Johann Schneider-Ammann
Bundespräsident Johann Schneider-Ammann war 2016 Vorsteher des Eidgenössischen Departements für Wirtschaft, Bildung und Forschung (WBF). Schneider-Ammann ist Mitglied der FDP.Die Liberalen (FDP).
| Datum                 | Ort                                        | Hauptgrund |
| --------------------- | ------------------------------------------ | --- |
| 15. Januar            | Brüssel ( Belgien)                         | Treffen mit EU-Kommissionspräsident Jean-Claude Juncker |
| 23. Januar            | Colmar ( Frankreich)                       | Treffen mit dem französischen Staatspräsidenten François Hollande |
| 28. Januar            | Wien ( Österreich)                         | Treffen mit dem österreichischen Bundespräsidenten Heinz Fischer und dem österreichischen Wirtschaftsminister Reinhold Mitterlehner                                                                                                   |
| 4. Februar            | London ( Vereinigtes Königreich)           | Teilnahme an der Konferenz „Supporting Syria & the Region“ |
| 27. Februar           | Teheran ( Iran)                            | Staatsbesuch, u. a. Treffen mit dem iranischen Präsidenten Hassan Rohani |
| 14. und 15. März      | Hannover ( Deutschland)                    | Eröffnung der Cebit, gemeinsam mit dem deutschen Vizekanzler Sigmar Gabriel und Rundgang über die Messe mit der deutschen Bundeskanzlerin Angela Merkel. Die Schweiz ist Partnerland der diesjährigen Cebit.                          |
| 31. März und 1. April | Washington, D.C. ( Vereinigte Staaten)     | Teilnahme am Nuklearen Sicherheitsgipfel und Treffen mit dem amerikanischen Präsidenten Barack Obama |
| 6. bis 9. April       | Peking und Shanghai ( Volksrepublik China) | Treffen mit dem chinesischen Präsidenten Xi Jinping, dem chinesischen Premierminister Li Keqiang und dem Vorsitzenden des Nationalen Volkskongresses Zhang Dejiang, sowie Treffen mit Politikern und Wirtschaftskreisen               |
| 6. und 7. Mai         | Vatikanstadt und Rom ( Italien)            | Audienz bei Papst Franziskus und Besuch der Päpstlichen Schweizergarde |
| 19. Juni              | Lille ( Frankreich)                        | Besuch des Gruppenspiels Schweiz – Frankreich an der Euro 2016 |
| 11. bis 13. Juli      | Singapur ( Singapur)                       | Staatsbesuch; Treffen mit Präsident Tony Tan Keng Yam und Premierminister Lee Hsien Loong |
| 13. und 14. Juli      | Seoul ( Südkorea)                          | Treffen mit Präsidentin Park Geun-hye |
| 15. und 16. Juli      | Ulaanbaatar ( Mongolei)                    | Teilnahme am Asia-Europe Meeting |
| 3. August             | Bogotá ( Kolumbien)                        | Treffen mit dem kolumbianischen Präsidenten Juan Manuel Santos |
| 4. bis 7. August      | Brasília und Rio de Janeiro ( Brasilien)   | - Treffen mit Vertretern der brasilianischen Regierung - Besuch der Eröffnungsfeier und verschiedener Wettkämpfe der Olympischen Sommerspiele 2016 - Treffen mit dem Präsidenten des Internationalen Olympischen Komitees Thomas Bach |
| 7. und 8. September   | Brüssel und Eupen ( Belgien)               | Teilnahme am Treffen der deutschsprachigen Staatsoberhäupter |
| 9. und 10. September  | Valletta ( Malta)                          | Staatsbesuch, u. a. Treffen mit der maltesischen Präsidentin Marie Louise Coleiro Preca und dem maltesischen Premierminister Joseph Muscat                                                                                            |
| 21. und 22. September | New York City ( Vereinigte Staaten)        | Teilnahme an der UNO-Generalversammlung |
| 30. September         | Jerusalem ( Israel)                        | Teilnahme an den Trauerfeierlichkeiten für den ehemaligen israelischen Staatspräsidenten Schimon Peres |
| 13. und 14. Oktober   | Wien ( Österreich)                         | Treffen mit dem österreichischen Bundeskanzler Christian Kern und Teilnahme am Treffen der deutschsprachigen Wirtschaftsminister |
| 21. Oktober           | Oslo ( Norwegen)                           | Teilnahme am informellen Treffen der Handelsminister zu den aktuellen WTO-Verhandlungen sowie Treffen mit der norwegischen Premierministerin Erna Solberg                                                                             |
| 2. November           | Berlin ( Deutschland)                      | Treffen mit der deutschen Bundeskanzlerin Angela Merkel und dem deutschen Bundespräsidenten Joachim Gauck |
| 3. November           | Mexiko-Stadt ( Mexiko)                     | Staatsbesuch; u. a. Treffen mit dem mexikanischen Präsidenten Enrique Peña Nieto |
| 26. und 27. November  | Antananarivo ( Madagaskar)                 | Teilnahme am Gipfel der Internationalen Organisation der Frankophonie |
| 28. November          | Kuwait ( Kuwait)                           | Staatsbesuch; u. a. Treffen mit dem kuwaitischen Emir Sabah al-Ahmad al-Dschabir as-Sabah und dem kuwaitischen Premierminister Dschabir Mubarak al-Hamad as-Sabah                                                                     |

### 2017: Doris Leuthard
Bundespräsidentin Doris Leuthard war 2017 Vorsteherin des Eidgenössischen Departements für Umwelt, Verkehr, Energie und Kommunikation (UVEK). Leuthard war Mitglied der Christlichdemokratischen Volkspartei (CVP). Es war nach 2010 ihr zweites Amtsjahr als Bundespräsidentin.
| Datum                       | Ort                                              | Hauptgrund |
| --------------------------- | ------------------------------------------------ | --- |
| 6. April                    | Brüssel ( Belgien)                               | Treffen mit dem Präsidenten der Europäischen Kommission, Jean-Claude Juncker |
| 10. April                   | Tallinn ( Estland)                               | Treffen mit Präsidentin Kersti Kaljulaid und Premierminister Jüri Ratas |
| 18. bis 20. April           | Buenos Aires ( Argentinien)                      | Treffen mit Präsident Mauricio Macri und weiteren Regierungsvertretern |
| 21. April                   | Lima ( Peru)                                     | Treffen mit Präsident Pedro Pablo Kuczynski |
| 25. April                   | Zagreb ( Kroatien)                               | Treffen mit Präsidentin Kolinda Grabar-Kitarović und Premierminister Andrej Plenković |
| 5. und 6. Mai               | Rom ( Italien) und Vatikanstadt                  | Treffen mit dem italienischen Ministerpräsidenten Paolo Gentiloni; Teilnahme an der Vereidigung der Rekruten der Päpstlichen Schweizergarde sowie Audienz bei Papst Franziskus und Treffen mit Erzbischof Paul Gallagher |
| 13. bis 15. Mai             | Peking ( Volksrepublik China)                    | Treffen mit Präsident Xi Jinping und Teilnahme am OBOR-Gipfel |
| 31. Mai                     | Leipzig ( Deutschland)                           | Treffen mit den Verkehrsministern des Güterverkehrskorridors Rotterdam-Genua |
| 12. Juli                    | Accra ( Ghana)                                   | Treffen mit dem ghanaischen Präsidenten Nana Akufo-Addo |
| 13. Juli                    | Cotonou, Abomey-Calavi und Ouidah ( Benin)       | Treffen mit dem Präsidenten Benins, Patrice Talon, und Teilnahme an der Eröffnung einer mit Schweizer Unterstützung errichteten Schule                                                                                   |
| 16. Juli                    | London ( Vereinigtes Königreich)                 | Besuch des Wimbledon-Finalspiels zwischen Roger Federer und Marin Čilić |
| 18. Juli                    | Paris ( Frankreich)                              | Treffen mit Präsident Emmanuel Macron und Premierminister Édouard Philippe |
| 7. August                   | Kopenhagen ( Dänemark) und Ilulissat ( Grönland) | Treffen mit Ministerpräsident Lars Løkke Rasmussen sowie Besuch des Swiss Camps auf Grönland |
| 11. August                  | Astana ( Kasachstan)                             | Treffen mit Präsident Nursultan Nasarbajew sowie Besuch der Expo 2017 |
| 31. August und 1. September | Neu-Delhi ( Indien)                              | Staatsbesuch; Treffen mit Präsident Ram Nath Kovind und Ministerpräsident Narendra Modi |
| 18. bis 20. September       | New York City ( Vereinigte Staaten)              | Teilnahme an der Generalversammlung der Vereinten Nationen |
| 27. September               | Luxemburg ( Luxemburg)                           | Teilnahme am Treffen der deutschsprachigen Staatsoberhäupter |
| 2. November                 | Sofia ( Bulgarien)                               | Treffen mit Staatspräsident Rumen Radew und Premierminister Bojko Borissow |
| 16. November                | Bonn ( Deutschland)                              | Teilnahme an der UNO-Klimakonferenz |
| 27. November                | Wien ( Österreich)                               | Teilnahme an der 17. Generalkonferenz der UNIDO sowie bilaterale Treffen mit dem österreichischen Bundespräsidenten Alexander Van der Bellen und Bundeskanzler Christian Kern                                            |
| 28. und 29. November        | Lissabon ( Portugal)                             | Treffen mit dem portugiesischen Präsidenten Marcelo Rebelo de Sousa und Ministerpräsident António Costa |
| 4. Dezember                 | Tiflis ( Georgien)                               | Treffen mit dem georgischen Präsidenten Giorgi Margwelaschwili und Premierminister Giorgi Kwirikaschwili |
| 12. Dezember                | Paris ( Frankreich)                              | Teilnahme am One Planet Summit |

### 2018: Alain Berset
Bundespräsident Alain Berset war 2018 Vorsteher des Eidgenössischen Departements des Innern (EDI). Berset ist Mitglied der Sozialdemokratischen Partei (SP).
| Datum                 | Ort                                                  | Hauptgrund |
| --------------------- | ---------------------------------------------------- | --- |
| 8. und 9. Januar      | Wien ( Österreich)                                   | Treffen mit Bundespräsident Alexander Van der Bellen und Bundeskanzler Sebastian Kurz, sowie Treffen mit IAEO-Generaldirektor Yukiya Amano, OSZE-Generalsekretär Thomas Greminger und Harlem Désir, OSZE-Beauftragter für Medienfreiheit. |
| 4. bis 7. Februar     | Dhaka und Cox’s Bazar ( Bangladesch)                 | Treffen mit Präsident Abdul Hamid und Premierministerin Hasina Wajed sowie Besuch des Lagers Kutupalong für Flüchtlinge aus dem benachbarten Myanmar, die der Volksgruppe der Rohingya angehören.                                         |
| 8. bis 10. Februar    | Seoul und Pyeongchang ( Südkorea)                    | Treffen mit Präsident Moon Jae-in und Besuch der Eröffnungsfeier und von Wettkämpfen der Olympischen Winterspiele 2018 |
| 5. März               | Vaduz ( Liechtenstein)                               | Treffen mit Erbprinz Alois von Liechtenstein und Regierungschef Adrian Hasler |
| 12. bis 14. April     | Tokio ( Japan)                                       | Treffen mit Präsident Shinzō Abe sowie Gesundheitsminister Katsunobu Katō und Teilnahme an einem internationalen Gipfel zur Patientensicherheit                                                                                           |
| 11. Mai               | Cannes ( Frankreich)                                 | Besuch der Internationalen Filmfestspiele von Cannes |
| 13. und 14. Mai       | Riga ( Lettland)                                     | Treffen mit Präsident Raimonds Vējonis und Teilnahme an den Feierlichkeiten zum 100-jährigen Jubiläum der Unabhängigkeit Lettlands |
| 16. und 17. Juni      | Rostow am Don ( Russland)                            | Besuch des WM-Gruppenspiels zwischen der Schweiz und Brasilien |
| 25. Juni              | Luxemburg ( Luxemburg)                               | Treffen mit Premierminister Xavier Bettel und dem Präsidenten der Abgeordnetenkammer Mars Di Bartolomeo sowie Höflichkeitsbesuch bei Grossherzog Henri                                                                                    |
| 9. und 10. Juli       | Nairobi und Kakuma ( Kenia)                          | Treffen mit Präsident Uhuru Kenyatta und Besuch des Flüchtlingslagers Kakuma |
| 26. bis 28. August    | Beirut ( Libanon)                                    | Treffen mit Präsident Michel Aoun, Ministerpräsident Saad Hariri und Parlamentspräsident Nabih Berri |
| 2. und 3. September   | Lindau ( Deutschland)                                | Teilnahme am Treffen der Gesundheitsminister deutschsprachiger Staaten |
| 12. September         | Paris ( Frankreich)                                  | Treffen mit Präsident Emmanuel Macron |
| 24. bis 27. September | New York City und Philadelphia ( Vereinigte Staaten) | Teilnahme an der UNO-Generalversammlung und Rede an der University of Pennsylvania |
| 11. und 12. Oktober   | Jerewan ( Armenien)                                  | Teilnahme am Frankophonie-Gipfel |
| 18. und 19. Oktober   | Brüssel ( Belgien)                                   | Teilnahme am ASEM-Gipfel |
| 26. Oktober           | Oxford ( Vereinigtes Königreich)                     | Rede an der University of Oxford |
| 1. November           | Bukarest ( Rumänien)                                 | Treffen mit Präsident Klaus Johannis |
| 11. November          | Paris ( Frankreich)                                  | Teilnahme an den Gedenkfeierlichkeiten zum Ende des Ersten Weltkriegs |
| 12. November          | Rom und Palermo ( Italien) sowie Vatikanstadt        | Audienz bei Papst Franziskus und Treffen mit Kardinalsekretär Pietro Parolin sowie Teilnahme an einer internationalen Konferenz zu Libyen                                                                                                 |
| 2. und 3. Dezember    | Katowice ( Polen)                                    | Teilnahme an der UNO-Klimakonferenz |

### 2019: Ueli Maurer
Bundespräsident Ueli Maurer war 2019 Vorsteher des Eidgenössischen Finanzdepartements (EFD). Maurer ist Mitglied der Schweizerischen Volkspartei (SVP). Es war nach 2013 sein zweites Amtsjahr als Bundespräsident.
| Datum                 | Ort                                                 | Hauptgrund |
| --------------------- | --------------------------------------------------- | --- |
| 11. Januar            | Wien ( Österreich)                                  | Treffen mit Bundespräsident Alexander Van der Bellen und Bundeskanzler Sebastian Kurz                                                                                           |
| 23. Januar            | Schaan ( Liechtenstein)                             | Teilnahme am Festakt zur 300-Jahr-Feier des Fürstentums Liechtenstein |
| 12. und 13. April     | Washington, D.C. ( Vereinigte Staaten)              | Teilnahme an der Frühjahrstagung des Internationalen Währungsfonds und der Weltbank                                                                                             |
| 22. bis 29. April     | Shanghai und Peking ( Volksrepublik China)          | - Staatsbesuch; Treffen mit Präsident Xi Jinping und Premierminister Li Keqiang - Teilnahme am zweiten Belt and Road Forum - Treffen mit Behörden- und Finanzbranchenvertretern |
| 10. Mai               | Helsinki ( Finnland)                                | Treffen mit Präsident Sauli Niinistö und dem geschäftsführenden Ministerpräsidenten Juha Sipilä sowie Parlamentspräsident Antti Rinne                                           |
| 14. Mai               | Warschau ( Polen)                                   | Treffen mit Präsident Andrzej Duda |
| 16. Mai               | Washington, D.C. ( Vereinigte Staaten)              | Treffen mit Präsident Donald Trump |
| 3. und 4. Juni        | Linz ( Österreich)                                  | Teilnahme am Treffen der deutschsprachigen Staatsoberhäupter |
| 8. bis 10. Juni       | Fukuoka und Tokio ( Japan)                          | Teilnahme am Treffen der G20-Finanzminister und -Notenbankgouverneure sowie Treffen mit dem japanischen Ministerpräsidenten Shinzō Abe                                          |
| 26. und 27. August    | Mondorf-les-Bains ( Luxemburg)                      | Teilnahme am Treffen der deutschsprachigen Finanzminister |
| 23. und 24. September | New York City ( Vereinigte Staaten)                 | Teilnahme an der Generalversammlung der Vereinten Nationen |
| 18. und 19. Oktober   | Washington, D.C. ( Vereinigte Staaten)              | Teilnahme an der Jahrestagung des Internationalen Währungsfonds und der Weltbank                                                                                                |
| 26. und 27. Oktober   | Dubai und Abu Dhabi ( Vereinigte Arabische Emirate) | Treffen mit Ministerpräsident Muhammad bin Raschid Al Maktum |
| 28. und 29. Oktober   | Riad ( Saudi-Arabien)                               | Treffen mit König Salman ibn Abd al-Aziz |
| 8. November           | Brüssel ( Belgien)                                  | Teilnahme an einem Treffen der Finanz- und Wirtschaftsminister der EU und der EFTA                                                                                              |
| 21. November          | Moskau ( Russland)                                  | Treffen mit Präsident Wladimir Putin und Premierminister Dmitri Medwedew |
| 22. November          | Nur-Sultan ( Kasachstan)                            | Treffen mit Präsident Qassym-Schomart Toqajew und Premierminister Asqar Mamin                                                                                                   |
| 29. November          | Zagreb ( Kroatien)                                  | Treffen mit Präsidentin Kolinda Grabar-Kitarović und Premierminister Andrej Plenković                                                                                           |

### 2020: Simonetta Sommaruga
Bundespräsidentin Simonetta Sommaruga war 2020 Vorsteherin des Eidgenössischen Departements für Umwelt, Verkehr, Energie und Kommunikation (UVEK). Sommaruga ist Mitglied der Sozialdemokratischen Partei (SP). Es war nach 2015 ihr zweites Amtsjahr als Bundespräsidentin.
| Datum            | Ort                                              | Hauptgrund |
| ---------------- | ------------------------------------------------ | --- |
| 27. Januar       | Oświęcim ( Polen)                                | Teilnahme an der Gedenkveranstaltung zum 75. Jahrestag der Befreiung des KZ Auschwitz-Birkenau                               |
| 30. Januar       | Wien ( Österreich)                               | Traditioneller Antrittsbesuch in Wien, Treffen mit Bundespräsident Alexander Van der Bellen und Bundeskanzler Sebastian Kurz |
| 20. bis 23. Juli | Kiew, Stanyzja Luhanska und Slowjansk ( Ukraine) | Treffen mit Präsident Wolodymyr Selenskyj und Übergabe von Hilfsgütern im Konfliktgebiet in der Ostukraine                   |
| 29. September    | Rom ( Italien)                                   | Treffen mit Präsident Sergio Mattarella und Ministerpräsident Giuseppe Conte                                                 |

### 2021: Guy Parmelin
Bundespräsident Guy Parmelin war 2021 Vorsteher des Eidgenössischen Departements für Wirtschaft, Bildung und Forschung (WBF). Parmelin ist Mitglied der Schweizerischen Volkspartei (SVP).
| Datum                 | Ort                                        | Hauptgrund |
| --------------------- | ------------------------------------------ | --- |
| 2. März               | Wien ( Österreich)                         | Treffen mit Bundespräsident Alexander Van der Bellen und Bundeskanzler Sebastian Kurz |
| 23. April             | Brüssel ( Belgien)                         | Treffen mit EU-Kommissionspräsidentin Ursula von der Leyen |
| 6. Mai                | Vatikanstadt                               | Teilnahme an der Vereidigung der neuen Schweizergardisten und Audienz bei Papst Franziskus |
| 8. und 9. Juni        | Ljubljana, Vrtojba und Mengeš ( Slowenien) | - Treffen mit Präsident Borut Pahor und Ministerpräsident Janez Janša. - Besuch einer Schule in Vrtojba, die mit Geldern aus der Schweiz renoviert wurde. - Besuch eines schweizerisch-slowenischen Pharmaunternehmens in Mengeš. |
| 14. Juni              | Stockholm ( Schweden)                      | Treffen mit König Carl XVI. Gustaf sowie Premierminister Stefan Löfven |
| 28. und 29. Juni      | Potsdam ( Deutschland)                     | Teilnahme am Treffen der Staatsoberhäupter der deutschsprachigen Länder |
| 6. und 7. Juli        | Siglufjörður und Reykjavík ( Island)       | Teilnahme an einem informellen EFTA-Ministertreffen und Treffen mit dem isländischen Präsidenten Guðni Th. Jóhannesson |
| 22. bis 25. Juli      | Tokio ( Japan)                             | - Treffen mit dem japanischen Premierminister Yoshihide Suga - Teilnahme an der Eröffnungsfeier der Olympischen Sommerspiele 2020 - Treffen mit dem Präsidenten des Internationalen Olympischen Komitees, Thomas Bach             |
| 21. und 22. September | New York City ( Vereinigte Staaten)        | Teilnahme an der Generalversammlung der Vereinten Nationen |
| 6. Oktober            | Stuttgart ( Deutschland)                   | Treffen mit dem Ministerpräsidenten von Baden-Württemberg, Winfried Kretschmann |
| 12. Oktober           | Sorrent ( Italien)                         | Teilnahme an einer G20-Ministerkonferenz über Handel und Investitionen |
| 28. Oktober           | Jerusalem ( Israel)                        | Treffen mit Staatspräsident Jitzchak Herzog und Ministerpräsident Naftali Bennett |
| 28. Oktober           | Ramallah ( Palästina)                      | Treffen mit dem Präsidenten Mahmud Abbas |
| 29. und 30. Oktober   | Dubai ( Vereinigte Arabische Emirate)      | Besuch der Expo 2020 und Treffen mit Regierungsvertretern |
| 2. November           | Glasgow ( Vereinigtes Königreich)          | Teilnahme an der UN-Klimakonferenz |
| 9. November           | Brüssel ( Belgien)                         | Teilnahme einem Treffen der EFTA und der EU |
| 17. bis 19. November  | Washington, D.C. ( Vereinigte Staaten)     | Treffen mit US-Bildungsminister Miguel Cardona und US-Arbeitsminister Marty Walsh |

### 2022: Ignazio Cassis
Bundespräsident Ignazio Cassis war 2022 Vorsteher des Eidgenössischen Departements für auswärtige Angelegenheiten (EDA). Cassis ist Mitglied der FDP.Die Liberalen (FDP).
| Datum                 | Ort                                                      | Hauptgrund |
| --------------------- | -------------------------------------------------------- | --- |
| 13. Januar            | Wien ( Österreich)                                       | Treffen mit Bundespräsident Alexander Van der Bellen und Bundeskanzler Karl Nehammer sowie dem derzeitigen OSZE-Vorsitzenden Zbigniew Rau und OSZE-Generalsekretärin Helga Schmid                                                                             |
| 20. Januar            | Berlin ( Deutschland)                                    | Treffen mit Bundespräsident Frank-Walter Steinmeier, Bundeskanzler Olaf Scholz sowie Aussenministerin Annalena Baerbock |
| 7. bis 9. Februar     | Niamey, Agadez und Maradi ( Niger)                       | - Treffen mit Präsident Mohamed Bazoum und Premierminister Ouhoumoudou Mahamadou - Besuch eines IKRK-Zentrums für physische Rehabilitation - Besuch eines DEZA-Projekts in Maradi                                                                             |
| 21. März              | Warschau, Lublin, Dorohusk und Chełm ( Polen)            | - Treffen mit Ministerpräsident Mateusz Morawiecki - Besuch des Güterumschlagplatzes für humanitäre Hilfsgüter aus der Schweiz - Besuch einer Anlaufstelle für Flüchtlinge an der polnisch-ukrainischen Grenze sowie Treffen mit Flüchtlingen aus der Ukraine |
| 22. März              | Chișinău ( Moldau)                                       | - Treffen mit Präsidentin Maia Sandu und Ministerpräsidentin Natalia Gavrilița - Besuch eines Flüchtlingszentrums |
| 8. April              | Vaduz ( Liechtenstein)                                   | Teilnahme am Treffen der deutschsprachigen Aussenministerinnen und Aussenminister, gemeinsam mit Dominique Hasler (Liechtenstein), Jean Asselborn (Luxemburg), Alexander Schallenberg (Österreich) und Annalena Baerbock (Deutschland)                        |
| 18. bis 21. April     | Tokio, Osaka und Kyōto ( Japan)                          | - Treffen mit Premierminister Fumio Kishida - Spatenstich für den Bau des neuen Schweizer Konsulats in Osaka und Treffen mit den Organisatoren der Expo 2025 - Rede an der Universität Kyōto                                                                  |
| 28. April             | London und Windsor ( Vereinigtes Königreich)             | - Treffen mit Premierminister Boris Johnson und Aussenministerin Elizabeth Truss - Audienz bei Königin Elisabeth II. |
| 29. April             | Mailand ( Italien)                                       | Treffen mit Aussenminister Luigi Di Maio und dem Minister für technologische Innovation Vittorio Colao |
| 6. Mai                | Vatikanstadt und Rom ( Italien)                          | - Teilnahme an der Vereidigung der Schweizergardisten - Audienz bei Papst Franziskus und Treffen mit Erzbischof Paul Gallagher |
| 26. Mai               | Prag ( Tschechien)                                       | Treffen mit Präsident Miloš Zeman und Aussenminister Jan Lipavský |
| 26. Mai               | Wien ( Österreich)                                       | Treffen mit dem Generaldirektor der Internationalen Atomenergie-Organisation, Rafael Grossi |
| 8. und 9. Juni        | Washington, D.C. und New York City ( Vereinigte Staaten) | - Treffen mit Weltbank-Präsident David Malpass - Teilnahme an der Generalversammlung der Vereinten Nationen während der Abstimmung über die Wahl der Schweiz in den UNO-Sicherheitsrat                                                                        |
| 23. Juni              | Stuttgart ( Deutschland)                                 | Treffen mit dem Ministerpräsidenten von Baden-Württemberg, Winfried Kretschmann |
| 20. Juli              | Bregenz ( Österreich)                                    | Teilnahme an der Eröffnung der Bregenzer Festspiele und Treffen mit Bundespräsident Alexander Van der Bellen |
| 2. August             | New York City ( Vereinigte Staaten)                      | Teilnahme an der Überprüfungskonferenz des Atomwaffensperrvertrags |
| 12. und 13. September | Vaduz und Schaan ( Liechtenstein)                        | Teilnahme am Treffen der Staatsoberhäupter der deutschsprachigen Länder |
| 19. September         | London ( Vereinigtes Königreich)                         | Teilnahme am Staatsbegräbnis von Königin Elisabeth II. |
| 20. und 21. September | New York City ( Vereinigte Staaten)                      | Teilnahme an der 77. Generalversammlung der Vereinten Nationen |
| 6. Oktober            | Prag ( Tschechien)                                       | Teilnahme am ersten Treffen der Europäischen Politischen Gemeinschaft |
| 10. Oktober           | Straßburg ( Frankreich)                                  | Rede vor der Parlamentarischen Versammlung des Europarates |
| 20. Oktober           | Kiew, Borodjanka und Iwankiw ( Ukraine)                  | - Treffen mit Präsident Wolodymyr Selenskyj, Premierminister Denys Schmyhal und Aussenminister Dmytro Kuleba - Besuch eines Schweizer Hilfsprojekts |
| 21. Oktober           | Chișinău ( Moldau)                                       | Treffen mit Präsidentin Maia Sandu |
| 25. Oktober           | Berlin ( Deutschland)                                    | Teilnahme an der Berliner Konferenz zum Wiederaufbau der Ukraine |
| 3. November           | Bukarest ( Rumänien)                                     | Treffen mit Präsident Klaus Johannis und Premierminister Nicolae Ciucă |
| 4. November           | Athen ( Griechenland)                                    | Treffen mit Präsidentin Katerina Sakellaropoulou und Eröffnung des Trilateral Commission European Meeting |
| 5. und 6. November    | Abu Dhabi ( Vereinigte Arabische Emirate)                | - Teilnahme am Sir Bani Yas Forum - Treffen mit Aussenminister Abdullah bin Zayid Al Nahyan |
| 7. November           | Scharm asch-Schaich ( Ägypten)                           | Teilnahme an der UN-Klimakonferenz |
| 11. und 12. November  | Paris ( Frankreich)                                      | - Treffen mit Präsident Emmanuel Macron - Teilnahme am Pariser Friedensforum |
| 18. November          | Valletta ( Malta)                                        | - Treffen mit Aussenminister Ian Borg - Teilnahme an einem Gipfel zur digitalen Gouvernanz |
| 18. und 19. November  | Djerba ( Tunesien)                                       | Teilnahme am Frankophonie-Gipfel |
| 23. bis 25. November  | Brüssel, Lüttich und Löwen ( Belgien)                    | Staatsbesuch - Treffen mit König Philippe und Königin Mathilde - Treffen mit Premierminister Alexander De Croo - Besuch der St.-Pauls-Kathedrale und des Grossen Beginenhofs                                                                                  |
| 12. Dezember          | Bukarest ( Rumänien)                                     | Treffen mit Präsident Klaus Johannis und Premierminister Nicolae Ciucă |
| 13. Dezember          | Paris ( Frankreich)                                      | Teilnahme an einer Unterstützungskonferenz für die Ukraine |

### 2023: Alain Berset
Bundespräsident Alain Berset war 2023 Vorsteher des Eidgenössischen Departements des Innern (EDI). Berset ist Mitglied der Sozialdemokratischen Partei (SP). Es war nach 2018 sein zweites Amtsjahr als Bundespräsident.
| Datum                 | Ort                                                       | Hauptgrund |
| --------------------- | --------------------------------------------------------- | --- |
| 12. und 13. Januar    | Wien ( Österreich)                                        | - Treffen mit Bundespräsident Alexander Van der Bellen und Bundeskanzler Karl Nehammer - Treffen mit OSZE-Generalsekretärin Helga Schmid und dem nordmazedonischen Aussenminister Bujar Osmani |
| 6. bis 8. Februar     | Gaborone ( Botswana)                                      | - Treffen mit Präsident Mokgweetsi Masisi - Treffen mit dem Generalsekretär der Entwicklungsgemeinschaft des südlichen Afrika |
| 8. und 9. Februar     | Maputo und Mueda ( Mosambik)                              | - Treffen mit Präsident Filipe Nyusi - Besuch eines Flüchtlingslagers |
| 6. und 7. März        | New York City ( Vereinigte Staaten)                       | - Treffen mit UNO-Generalsekretär António Guterres - Teilnahme an der Sitzung der UNO-Frauenrechtskommission und Rede im Sicherheitsrat der Vereinten Nationen |
| 28. März              | New York City ( Vereinigte Staaten)                       | Teilnahme an einer Debatte im Sicherheitsrat der Vereinten Nationen zur Terrorismusbekämpfung |
| 29. März              | Schaan ( Liechtenstein)                                   | - Teilnahme an den Feierlichkeiten zum 100-Jahr-Jubiläum der Zollunion zwischen der Schweiz und Liechtenstein - Treffen mit Erbprinz Alois von und zu Liechtenstein |
| 13. bis 16. April     | Kinshasa, Bukavu und Goma ( Demokratische Republik Kongo) | - Treffen mit Präsident Félix Tshisekedi - Besuch eines Lagers intern vertriebener Menschen in Bukavu - Treffen mit Friedensnobelpreisträger Denis Mukwege |
| 18. April             | Berlin ( Deutschland)                                     | Treffen mit Bundespräsident Frank-Walter Steinmeier und Bundeskanzler Olaf Scholz |
| 5. und 6. Mai         | London ( Vereinigtes Königreich)                          | Teilnahme an der Krönung von König Charles III. und Königin Camilla |
| 16. und 17. Mai       | Reykjavík und Hellisheiði ( Island)                       | - Teilnahme am Gipfeltreffen des Europarats - Treffen mit der isländischen Premierministerin Katrín Jakobsdóttir - Besuch einer Anlage der Schweizer Firma Climeworks |
| 18. und 19. Mai       | Venedig ( Italien)                                        | Teilnahme an der Eröffnung der Architekturbiennale |
| 22. und 23. Mai       | New York City ( Vereinigte Staaten)                       | - Leitung einer Debatte im UNO-Sicherheitsrat zum Schutz von Zivilpersonen in bewaffneten Konflikten - Treffen mit der Präsidentin des Internationalen Komitees vom Roten Kreuz, Mirjana Spoljaric Egger, und mit der stellvertretenden UNO-Generalsekretärin, Amina J. Mohammed                                                                               |
| 31. Mai und 1. Juni   | Chișinău und Bulboaca ( Moldau)                           | - Teilnahme am Gipfel der Europäischen Politischen Gemeinschaft - Treffen mit der moldauischen Präsidentin Maia Sandu - Treffen mit dem ukrainischen Präsidenten Wolodymyr Selenskyj |
| 22. und 23. Juni      | Paris ( Frankreich)                                       | Teilnahme am Finanzpakt-Gipfel |
| 8. bis 10. August     | Buenaventura, Dabeiba und Bogotá ( Kolumbien)             | - Treffen mit Präsident Gustavo Petro - Besuch eines Projekts in Dabeiba, das die Reintegration der Ex-Kombattanten der FARC unterstützt - Besuch von Armenvierteln in Buenaventura |
| 21. und 22. August    | Großbeeren ( Deutschland)                                 | Teilnahme am Treffen der deutschsprachigen Sozial- und Gesundheitsministerinnen und -minister |
| 11. September         | Brüssel und Laeken ( Belgien)                             | - Teilnahme am Treffen der Staatsoberhäupter der deutschsprachigen Länder auf Schloss Laeken - Treffen mit dem belgischen Premierminister Alexander De Croo |
| 18. bis 20. September | New York City ( Vereinigte Staaten)                       | - Teilnahme an der Generalversammlung der Vereinten Nationen und Treffen mit UNO-Generalsekretär António Guterres - Treffen mit dem brasilianischen Präsidenten Luiz Inácio Lula da Silva, der moldauischen Präsidentin Maia Sandu, dem Präsidenten der Zentralafrikanischen Republik, Faustin-Archange Touadéra und dem kenianischen Präsidenten William Ruto |
| 5. Oktober            | Granada ( Spanien)                                        | Teilnahme am Gipfel der Europäischen Politischen Gemeinschaft |
| 27. Oktober           | Oxford ( Vereinigtes Königreich)                          | Rede vor der Oxford Union |
| 1. bis 3. November    | Montreal und Ottawa ( Kanada)                             | - Treffen mit dem kanadischen Premierminister Justin Trudeau - Treffen mit der kanadischen Kulturministerin Pascale St-Onge und der kanadischen Aussenministerin Mélanie Joly - Besuch des Filmfestivals Cinemania |
| 8. und 9. November    | Vatikanstadt                                              | - Besuch bei der Schweizergarde - Audienz bei Papst Franziskus |
| 9. und 10. November   | Paris ( Frankreich)                                       | Teilnahme am Pariser Friedensforum |
| 25. November          | Kiew und Butscha ( Ukraine)                               | - Treffen mit dem ukrainischen Präsidenten Wolodymyr Selenskyj - Teilnahme am Gipfel für Ernährungssicherheit |
| 30. November          | Maskat ( Oman)                                            | Treffen mit Sultan Haitham ibn Tariq |
| 1. und 2. Dezember    | Dubai ( Vereinigte Arabische Emirate)                     | Teilnahme an der UN-Klimakonferenz |

### 2024: Viola Amherd
Bundespräsidentin Viola Amherd war 2024 Vorsteherin des Eidgenössisches Departement für Verteidigung, Bevölkerungsschutz und Sport (VBS). Amherd ist Mitglied der Partei Die Mitte.
| Datum                 | Ort                                                         | Hauptgrund |
| --------------------- | ----------------------------------------------------------- | --- |
| 5. und 6. Februar     | Tallinn ( Estland)                                          | - Treffen mit Präsident Alar Karis, Premierministerin Kaja Kallas sowie Verteidigungsminister Hanno Pevkur - Besuch des NATO Cooperative Cyber Defence Centre of Excellence |
| 7. und 8. Februar     | Oslo ( Norwegen)                                            | - Treffen mit Premierminister Jonas Gahr Støre und Parlamentspräsident Masud Gharahkhani - Audienz bei König Harald V. |
| 5. bis 7. März        | Bukarest ( Rumänien)                                        | - Treffen mit Präsident Klaus Johannis und Premierminister Marcel Ciolacu - Treffen mit der moldauischen Präsidentin Maia Sandu |
| 10. bis 12. März      | New York City ( Vereinigte Staaten)                         | - Treffen mit UNO-Generalsekretär António Guterres - Teilnahme an der Sitzung der Kommission der Vereinten Nationen zur Rechtsstellung der Frau |
| 18. März              | Brüssel ( Belgien)                                          | Treffen mit EU-Kommissionspräsidentin Ursula von der Leyen und dem Vizepräsidenten der EU-Kommission, Maroš Šefčovič |
| 8. und 9. April       | Wien ( Österreich)                                          | Treffen mit Bundespräsident Alexander Van der Bellen und Bundeskanzler Karl Nehammer |
| 18. und 19. April     | Budapest ( Ungarn)                                          | - Treffen mit Präsident Tamás Sulyok und Premierminister Viktor Orbán sowie Parlamentspräsident László Kövér - Rede an der Andrássy Universität |
| 3. bis 7. Mai         | Rom ( Italien) und Vatikanstadt                             | - Treffen mit Präsident Sergio Mattarella und Ministerpräsidentin Giorgia Meloni - Teilnahme an der Vereidigung der Päpstlichen Schweizergarde und Audienz bei Papst Franziskus                                                                                                   |
| 15. und 16. Mai       | Berlin ( Deutschland)                                       | Treffen mit Bundespräsident Frank-Walter Steinmeier und Bundeskanzler Olaf Scholz |
| 25. bis 27. Mai       | Prag ( Tschechien)                                          | Besuch des Halbfinal-Spiels an der Eishockey-Weltmeisterschaft der Herren 2024 zwischen der Schweiz und Kanada und des Finalspiels zwischen der Schweiz und Tschechien |
| 2. und 3. Juli        | Wien ( Österreich)                                          | Teilnahme am Treffen der Verteidigungsminister von Deutschland, Österreich und der Schweiz |
| 7. Juli               | Düsseldorf ( Deutschland)                                   | Besuch des Viertelfinal-Spiels an der Fussball-Europameisterschaft 2024 zwischen der Schweiz und England |
| 18. Juli              | Woodstock ( Vereinigtes Königreich)                         | Teilnahme am Treffen der Europäischen Politischen Gemeinschaft |
| 25. bis 28. Juli      | Paris und Élancourt ( Frankreich)                           | - Teilnahme an der Eröffnungsfeier der Olympischen Sommerspiele 2024 - Besuch von verschiedenen Wettkämpfen |
| 2. bis 4. August      | Ulaanbaatar ( Mongolei)                                     | Treffen mit Präsident Uchnaagiin Chürelsüch und Premierminister Luwsannamsrain Ojuun-Erdene |
| 3. bis 7. August      | Shinagawa und Tokio ( Japan)                                | - Treffen mit regionalen Behördenvertretern in Shinagawa - Treffen mit Premierminister Fumio Kishida und Verteidigungsminister Minoru Kihara - Audienz bei Kaiser Naruhito |
| 16. und 17. September | Luxemburg, Colmar-Berg und Esch an der Alzette ( Luxemburg) | - Teilnahme am Treffen der Staatsoberhäupter der deutschsprachigen Länder - Treffen mit dem luxemburgischen Premierminister Luc Frieden |
| 22. bis 25. September | New York City ( Vereinigte Staaten)                         | - Teilnahme an der Generalversammlung der Vereinten Nationen - Bilaterale Treffen mit dem kuwaitischen Kronprinzen Sabah al-Khaled al-Hamad as-Sabah und dem iranischen Präsidenten Massud Peseschkian sowie mit UNO-Generalsekretär António Guterres                             |
| 4. und 5. Oktober     | Paris und Villers-Cotterêts ( Frankreich)                   | - Teilnahme am Frankophonie-Gipfel - Bilaterale Treffen mit dem Präsidenten der Elfenbeinküste, Alassane Ouattara, dem Präsidenten der demokratischen Republik Kongo, Félix Tshisekedi, dem ghanaischen Präsidenten Nana Akufo-Addo, sowie dem vietnamesischen Präsidenten Tô Lâm |
| 17. Oktober           | Warschau ( Polen)                                           | Treffen mit dem polnischen Präsidenten Andrzej Duda |
| 24. bis 26. Oktober   | New York City ( Vereinigte Staaten)                         | Leitung der offenen Debatte im UNO-Sicherheitsrat zu Frauen, Frieden und Sicherheit |
| 7. November           | Budapest ( Ungarn)                                          | Teilnahme am Gipfeltreffen der Europäischen Politischen Gemeinschaft |
| 16. und 17. Dezember  | Lissabon ( Portugal)                                        | Staatsbesuch - Treffen mit dem portugiesischen Präsidenten Marcelo Rebelo de Sousa und Premierminister Luís Montenegro - Empfang durch die Stadt Lissabon |

### 2025: Karin Keller-Sutter
Bundespräsidentin Karin Keller-Sutter ist 2025 Vorsteherin des Eidgenössischen Finanzdepartements (EFD). Keller-Sutter ist Mitglied der FDP.Die Liberalen (FDP). Die erste Auslandsreise ist für den 17. Januar 2025 geplant.
| Datum               | Ort                                    | Hauptgrund |
| ------------------- | -------------------------------------- | --- |
| 17. Januar          | Wien ( Österreich)                     | Treffen mit Bundespräsident Alexander Van der Bellen |
| 27. Januar          | Oświęcim ( Polen)                      | Teilnahme an einer Gedenkveranstaltung zum 80. Jahrestag der Befreiung des KZ Auschwitz-Birkenau |
| 13. und 14. Februar | München ( Deutschland)                 | - Teilnahme an der Ministerkonferenz zur Bekämpfung der Terrorismusfinanzierung «No Money for Terror» - Teilnahme an der Münchner Sicherheitskonferenz                                                                              |
| 26. und 27. Februar | Kapstadt ( Südafrika)                  | - Teilnahme am Treffen der G20-Finanzminister und Notenbankgouverneure - Treffen mit dem südafrikanischen Präsidenten Cyril Ramaphosa                                                                                               |
| 11. April           | Warschau ( Polen)                      | Teilnahme am Treffen des Rats für Wirtschaft und Finanzen (Ecofin) |
| 23. bis 25 April    | Washington, D.C. ( Vereinigte Staaten) | - Teilnahme an der Frühjahrstagung des Internationalen Währungsfonds und der Weltbank - Treffen mit dem US-amerikanischen Finanzminister Scott Bessent                                                                              |
| 26 April            | Vatikanstadt und Rom ( Italien)        | Teilnahme an der Begräbnisfeier für Papst Franziskus |
| 5. Mai              | Rom ( Italien)                         | Treffen mit dem italienischen Präsidenten Sergio Mattarella |
| 16. Mai             | Tirana ( Albanien)                     | Teilnahme am Treffen der Europäischen Politischen Gemeinschaft |
| 18. Mai             | Vatikanstadt und Rom ( Italien)        | Teilnahme an der Amtseinsetzung von Papst Leo XIV. |
| 29. Mai             | Dublin ( Irland)                       | - Treffen mit dem irischen Präsidenten Michael D. Higgins und Taoiseach Micheál Martin - Teilnahme an der Eröffnung der Ausstellung «Words on the Wave: Ireland and St. Gallen in Early Medieval Europe» im Irischen Nationalmuseum |
| 1. Juli             | Paris ( Frankreich)                    | Treffen mit dem französischen Präsidenten Emmanuel Macron |
| 4. bis 6. August    | Washington, D.C. ( Vereinigte Staaten) | - Gemeinsame Reise mit Vize-Bundespräsident Guy Parmelin in die USA für Verhandlungen im Zollstreit - Treffen mit US-Aussenminister Marco Rubio                                                                                     |